# Asa Sul
Asa Sul é um bairro de Brasília, no Distrito Federal, sendo um dos locais da cidade com partes predominantemente residenciais no Plano Piloto de Brasília. Seu nome vem de sua localização, por ficar ao sul do Eixo Monumental e da própria cidade planejada, e como parte dela, junto com Asa Norte, sendo uma área tombada pela UNESCO como Patrimônio Mundial.
É o bairro mais populoso do plano piloto, com 120 mil habitantes. É limitada pelo Lago Paranoá, a leste, e pelo Parque da Cidade Dona Sarah Kubitschek, a oeste. A Asa Sul é cortada pelo Eixo Rodoviário de Brasília, cuja parte no bairro é conhecida como Eixão Sul, além de outras avenidas e vias menores. Duas pontes ligam a Asa Sul ao Lago Sul. O bairro também fica perto do Aeroporto Internacional de Brasília e é a única parte do plano piloto servida plenamente pelo Metrô do Distrito Federal, que atravessa a Asa Sul de uma ponta a outra pelo subterrâneo até a Estação Central.

## História

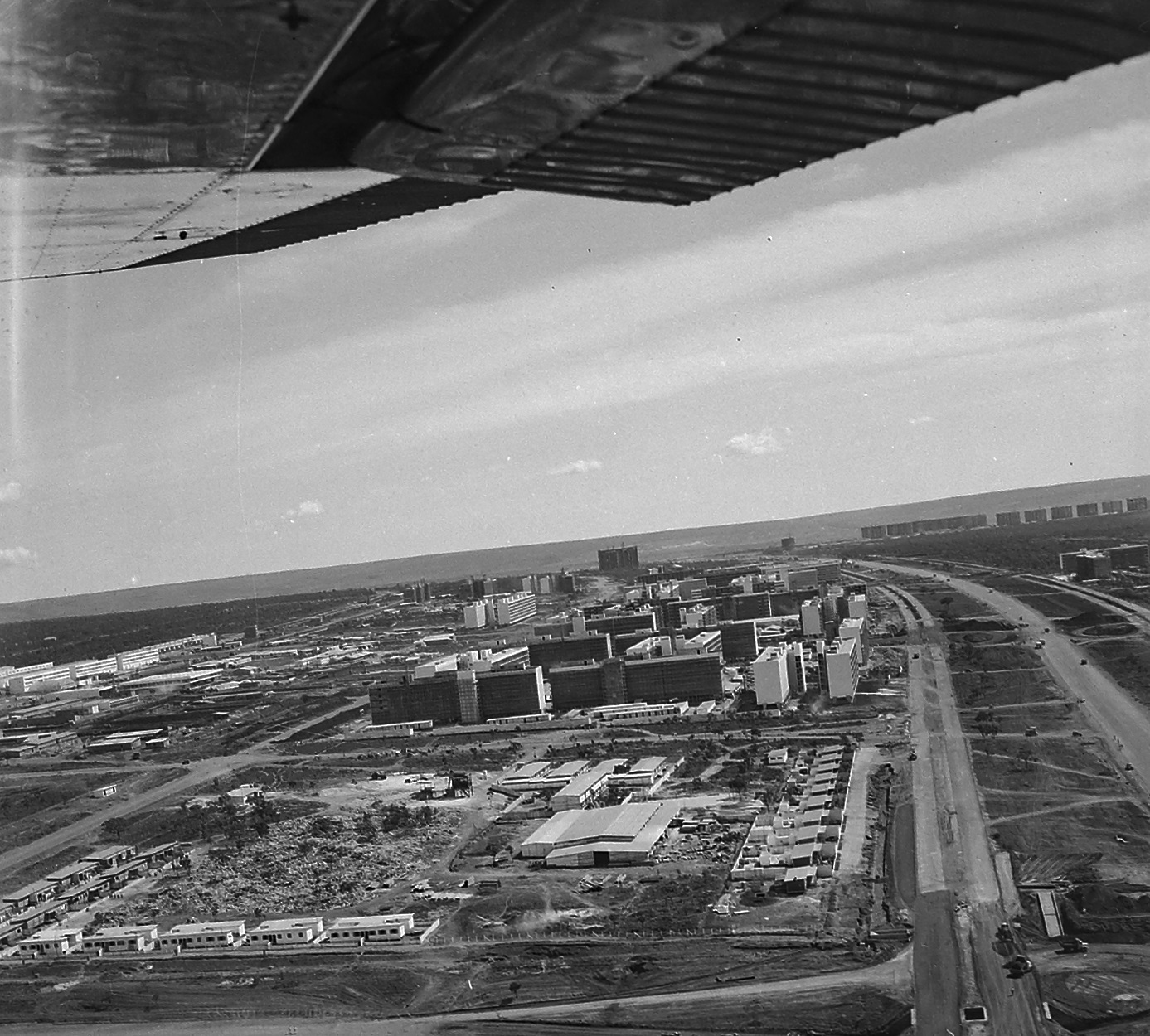
A Asa Sul em construção.

A Asa Sul surgiu junto do restante do Projeto de Lúcio Costa para o Plano Piloto de Brasília, como parte da zona residencial do projeto.
No item 16 do relatório justificativo, Lúcio Costa coloca, pela primeira vez, a ideia das sequência de superquadras - um termo que surge pela primeira vez aí - em torno do Eixo Residencial, com árvores para garantir as sombras e o passeio, e a organização e tamanho dos blocos. Já no item 21, ele cria a numeração das quadras e divide a cidade em norte e sul a partir do outro eixo principal, o Eixo Monumental, divisão da qual surge o nome da Asa Sul. A partir da definição do plano, as edificações na Asa Sul foram sendo progressivamente feitas desde 1958.
O bloco mais antigo do Plano Piloto de Brasília fica na quadra 106 da Asa Sul, que ficou pronta antes da Asa Norte - foi sugerido até mesmo inaugurar a cidade sem concluir as obras da outra Asa, tendo apenas a Sul pra receber os moradores da nova capital. Mas Juscelino Kubitschek insistiu e as duas Asas foram entregues com a cidade.

### O nome

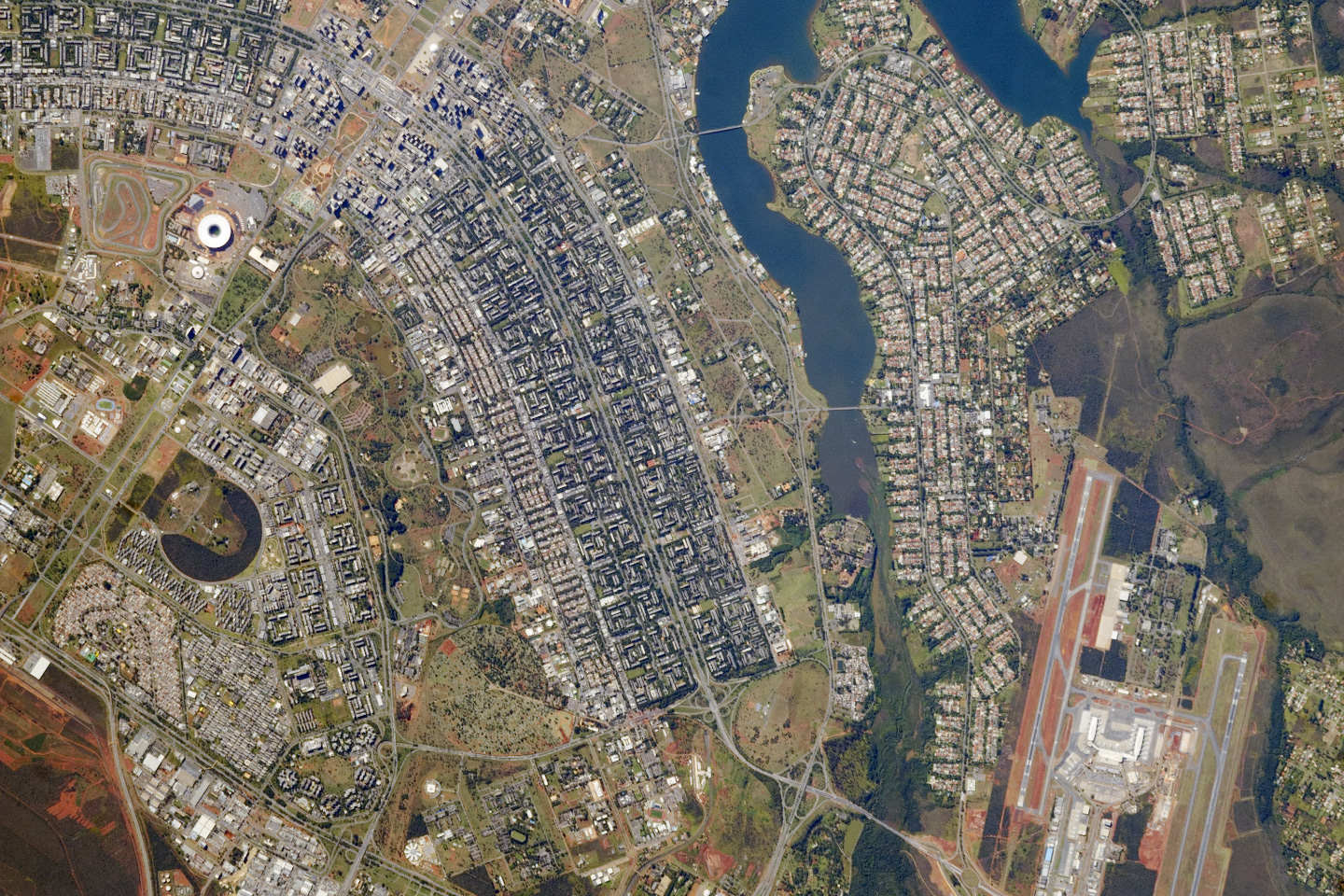
A Asa Sul (ao centro, a esquerda do lago) vista do espaço.

Uma crença popular recorrente fala que a Asa Sul seria literalmente uma das asas do "avião" que forma o desenho de Brasília. Essa crença é alimentada também pelo fato do projeto ser nomeado plano piloto. Entretanto, se sabe que Lúcio não pensava em um avião quando desenhou a cidade, mas sim em uma cruz - o Eixo Rodoviário, que forma as "asas", é curvado, mas para se adaptar ao terreno e não por algum tipo de desenho intencional. O termo "plano piloto" foi, na verdade, criação do arquiteto franco-suiço Le Corbusier em uma carta ao Marechal José Pessoa sobre um possível projeto para Brasília em 1955, tendo um sentido de "plano geral" ou "plano mestre". Já o termo "asa" é, na verdade, a mesma coisa que "ala", ou seja, uma porção ou um lado de um projeto - Lúcio Costa, nascido na França, foi educado na Inglaterra e na Suíça e estudava projetos estrangeiros, e provavelmente usou asa pois as palavras asa e ala, nas línguas inglesa e francesa, são um único termo (wing e aile, respectivamente) e o uso do sinônimo não seria estranho para ele.

## Características

### A divisão
A Asa Sul, assim como sua contraparte, a Asa Norte, é cortada pelo Eixo Rodoviário de Brasília, o Eixão, uma via expressa de sete faixas - seis em cada direção e uma central, que não é usada para o trânsito. Ao lado dela correm duas vias marginais, ERL e ERW, onde ER é Eixo Rodoviário e L e W vem de leste e west, oeste em inglês conforme a posição em relação ao Eixão. A partir delas as vias são contadas em relação ao Eixo Rodoviário, com o L e o W e a posição em relação ao Eixão - a Avenida das Nações, as margens do Paranoá, por exemplo, é a L4 Sul.

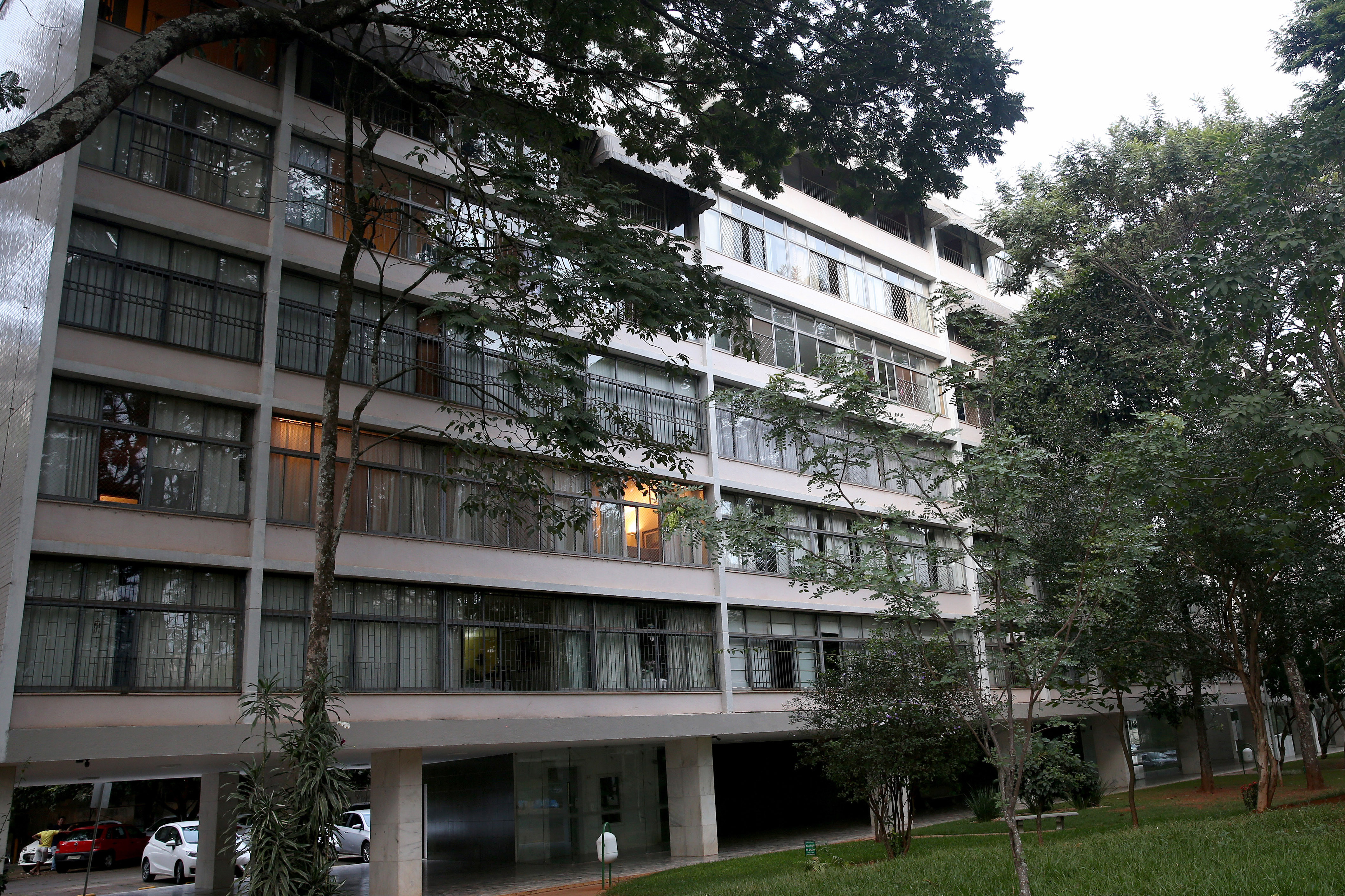
Prédio da 305 Sul.

Entre as vias ficam as formadas por Quadras, Superquadras e Entrequadras. Elas também são numeradas pela posição.
As quadras de 201 a 216, 402 a 416, 601 a 616 e 801 a 816 - que começam com número par - ficam na parte leste do Eixão. As superquadras 202 a 216 e 402 a 416 são compostas apenas por prédios de apartamentos. Já as superquadras 601 a 616 são quadras institucionais, com escolas e igrejas. As quadras 801 a 816 também são institucionais: são o Setor de Embaixadas Sul, voltada a representações estrangeiras.

De 101 a 116, 301 a 316, 501 a 516, 702 a 716 e 901 a 916 - as quadras que começam com número ímpar - ficam na parte oeste do Eixão. As superquadras 101 a 116 e 301 a 316 são compostas apenas por prédios de apartamentos. Já as superquadras 901 a 916 são as quadras institucionais, com escolas e igrejas. As quadras 702 a 716 são voltadas a residências de gabarito baixo, de um pavimento, exceto nas quadras finais, com dois pavimentos. 

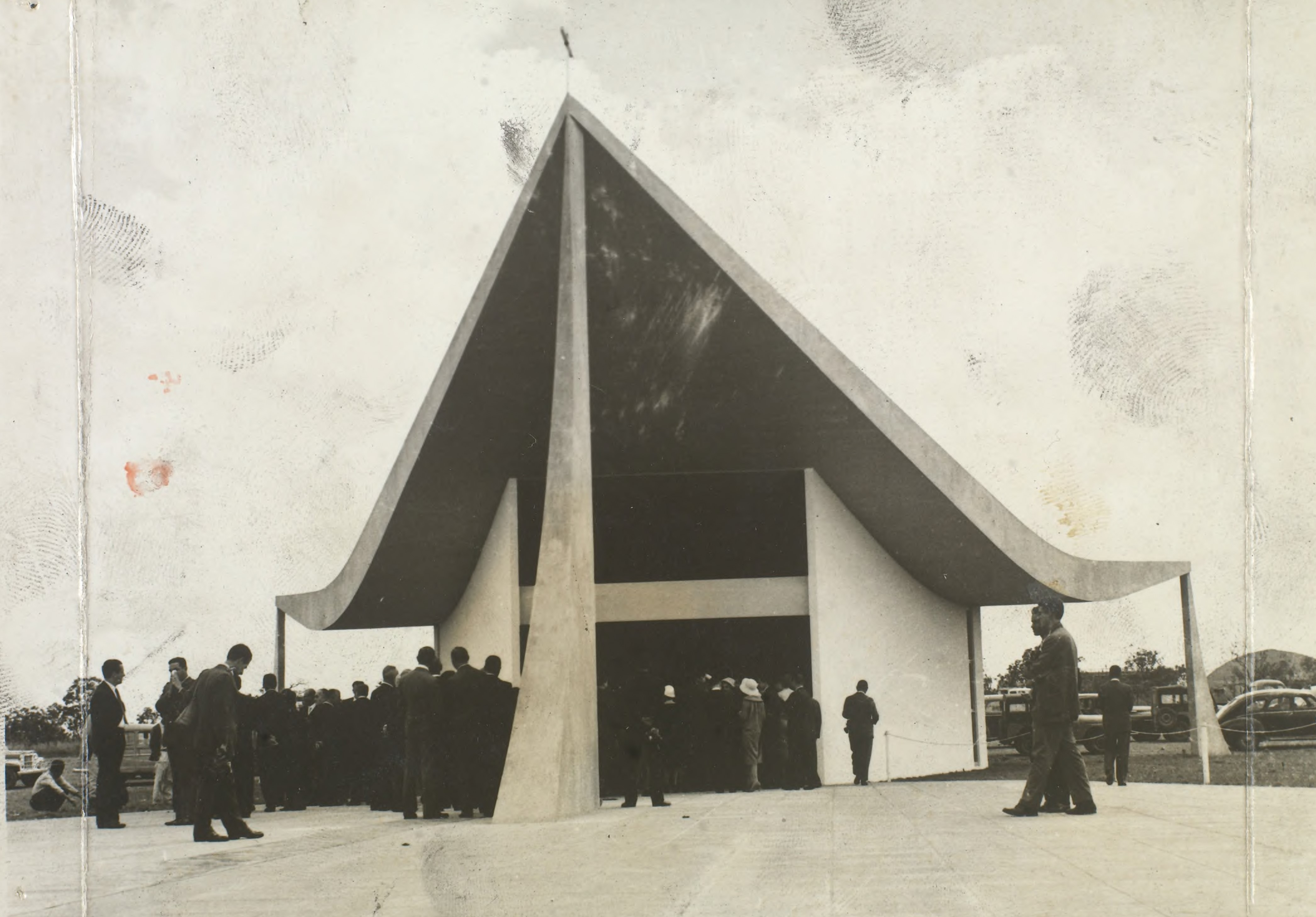
A Igreja Nossa Senhora de Fátima, localizada na 308 Sul, foi o primeiro templo religioso de Brasília.

### Unidade de Vizinhança 107/307 e 108/308 Sul e a superquadra modelo
A Unidade de Vizinhança 107/307 e 108/308 Sul é famosa por ter seu plano de construção feito em detalhes pelo próprio Lúcio Costa, cumprindo os objetivos previstos para todas as quadras: ter serviços de comércio e lazer intercalado aos blocos residenciais, sendo considerada a Unidade de Vizinhança idealizada por Costa. A superquadra 308 Sul, especificamente, é considerada a "superquadra modelo". Apesar de se associar todo o conjunto dela a Lúcio Costa, os prédios são dos arquitetos Sérgio Rocha e Marcelo Campelo, tendo também jardins de Burle Marx e prédios como a escola e a Igreja Nossa Senhora de Fátima feitos por Oscar Niemeyer. A unidade de vizinhança acabou sendo tombada como patrimônio por seu conjunto urbanístico.

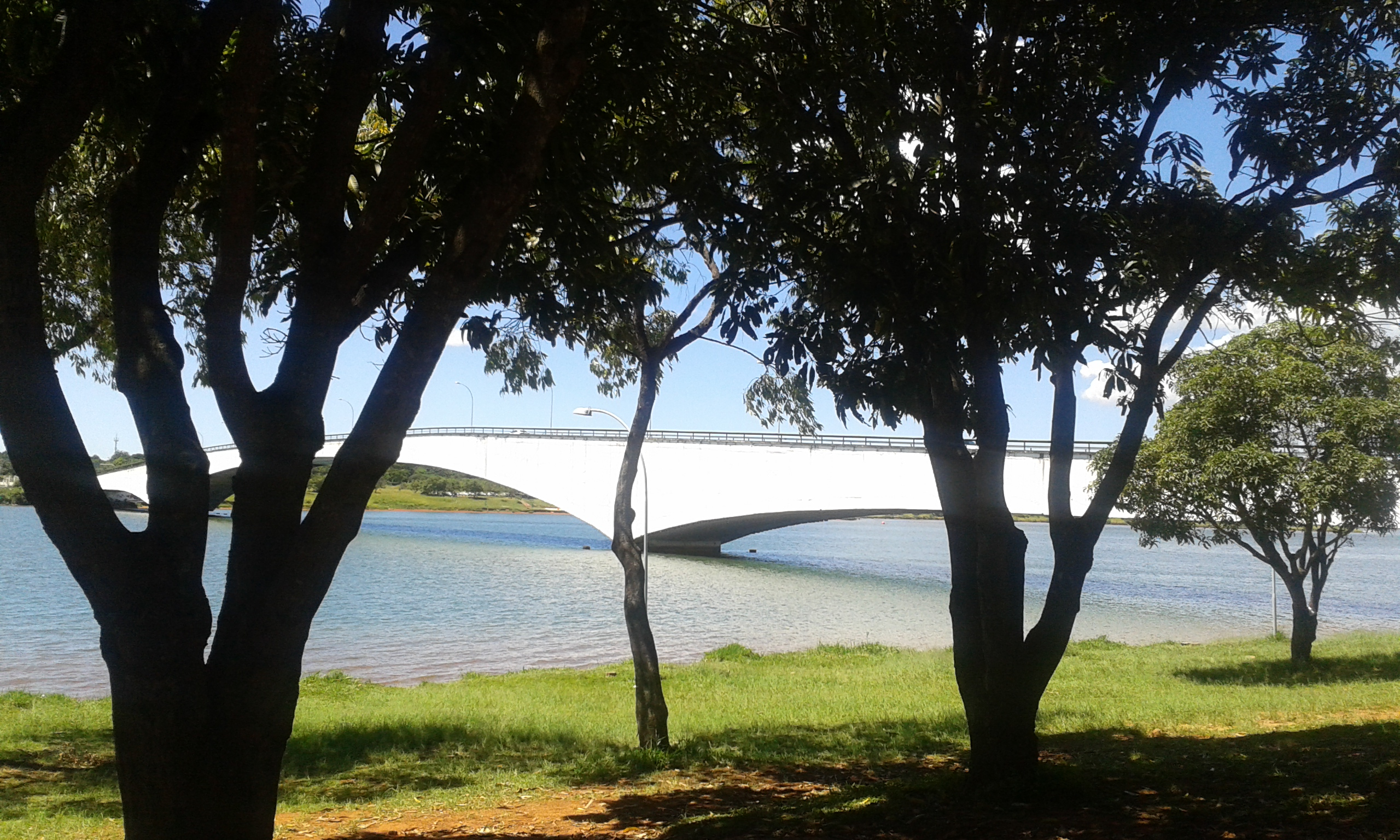
A ponte Honestino Guimarães vista da Asa Sul.

## Infraestrutura

### Pontes
Diferente da Asa Norte, cuja única ponte fica em seu limite, a Asa Sul tem duas pontes com histórias diferentes que a ligam ao Lago Sul, do outro lado do Paranoá. A ponte Costa e Silva começou a ser construída antes, em 1971, mas acabou tendo diversos atrasos e ficou abandonada por alguns anos. Oscar Niemeyer, que desenhou a ponte, queria que ela passasse com suavidade sobre o lago. Devido ao atraso, o governador da época manda construir a Ponte das Garças, que foi feita as pressas por engenheiros da Novacap e não tinha preocupações com estética, ficando pronta muito mais rapidamente. Mais tarde, em 1976, a ponte Costa e Silva foi concluída.  Em 2022, ela passou a ser denominada oficialmente como ponte Honestino Guimarães, conforme Lei nº 1697/2021 .

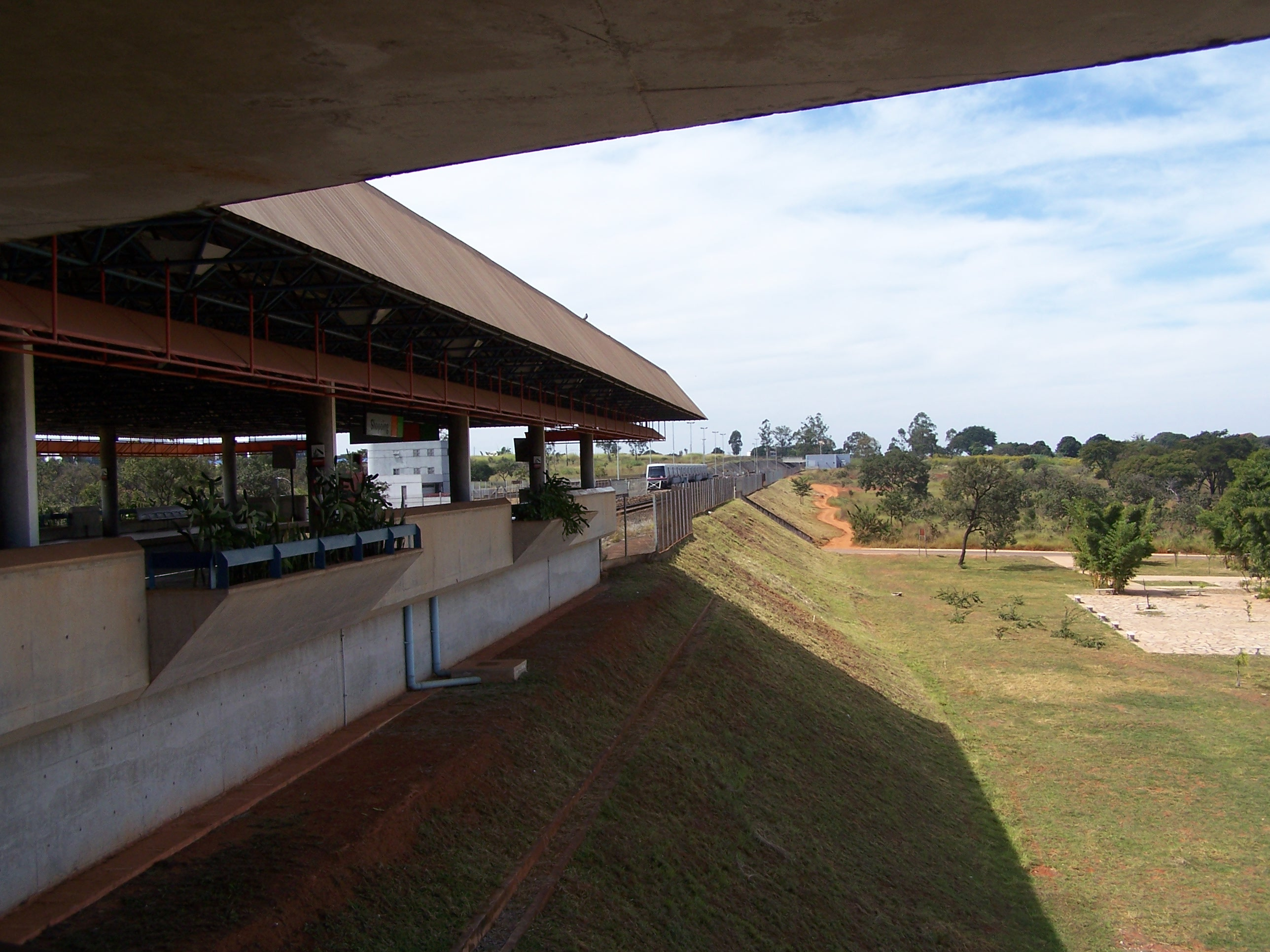
A Estação Shopping, já fora da região residencial da Asa Sul.

### Transportes
O bairro é atendido por linhas do sistema de Metrô do Distrito Federal, que integram a Rodoviária do Plano Piloto às regiões administrativas de Guará, Águas Claras, Taguatinga, Ceilândia e Samambaia. Nove estações atendem a Asa Sul, sendo as únicas existentes no Plano Piloto: Central, Galeria, 102 Sul, 108 Sul, 112 Sul, Terminal Asa Sul e Shopping. Duas outras foram recém finalizadas, a 106 Sul e a 110 Sul. A Estação 104 Sul está prevista e sua estrutura foi construída, mas não tem prazo para ser terminada.
Por possuir estações do metrô e o principal fluxo rodoviário sul, o bairro é muito frequentado por moradores de cidades satélites e do entorno do Distrito Federal.

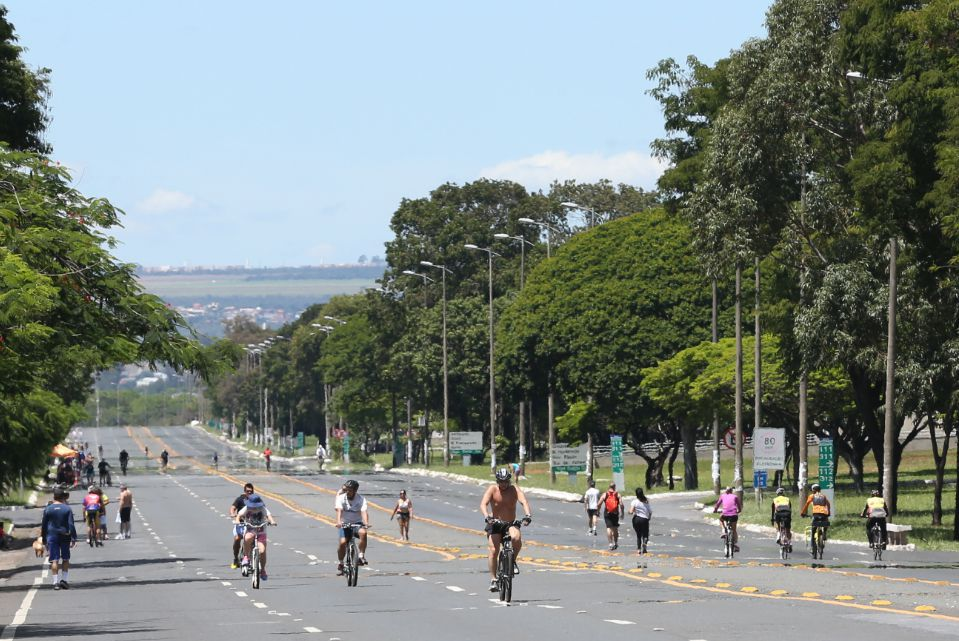
Eixão fechado para pedestres e ciclistas nos domingos, no chamado Eixão do Lazer.

## Lazer
A Asa Sul conta com vários espaços de lazer, como o maior parque urbano de Brasília e da América Latina, o Parque da Cidade Dona Sarah Kubitschek. Com 4,2 milhões de metros quadrados, foi aberto em 1978, com quadras de esportes, lagos artificiais, parque de diversões, hípica e pistas de caminhada, patinação e ciclismo. O Eixo Rodoviário também é fechado aos fins de semana para automóveis, no Eixão do Lazer, voltado a pedestres e ciclistas. Ainda existem clubes diversos na orla do Paranoá.
Ficam também na Asa Sul o Cine Brasília, a Escola Parque, que conta com um teatro, o Teatro dos Bancários, a Caixa Cultural, o Teatro Dulcina de Moreas e o Teatro Garagem.

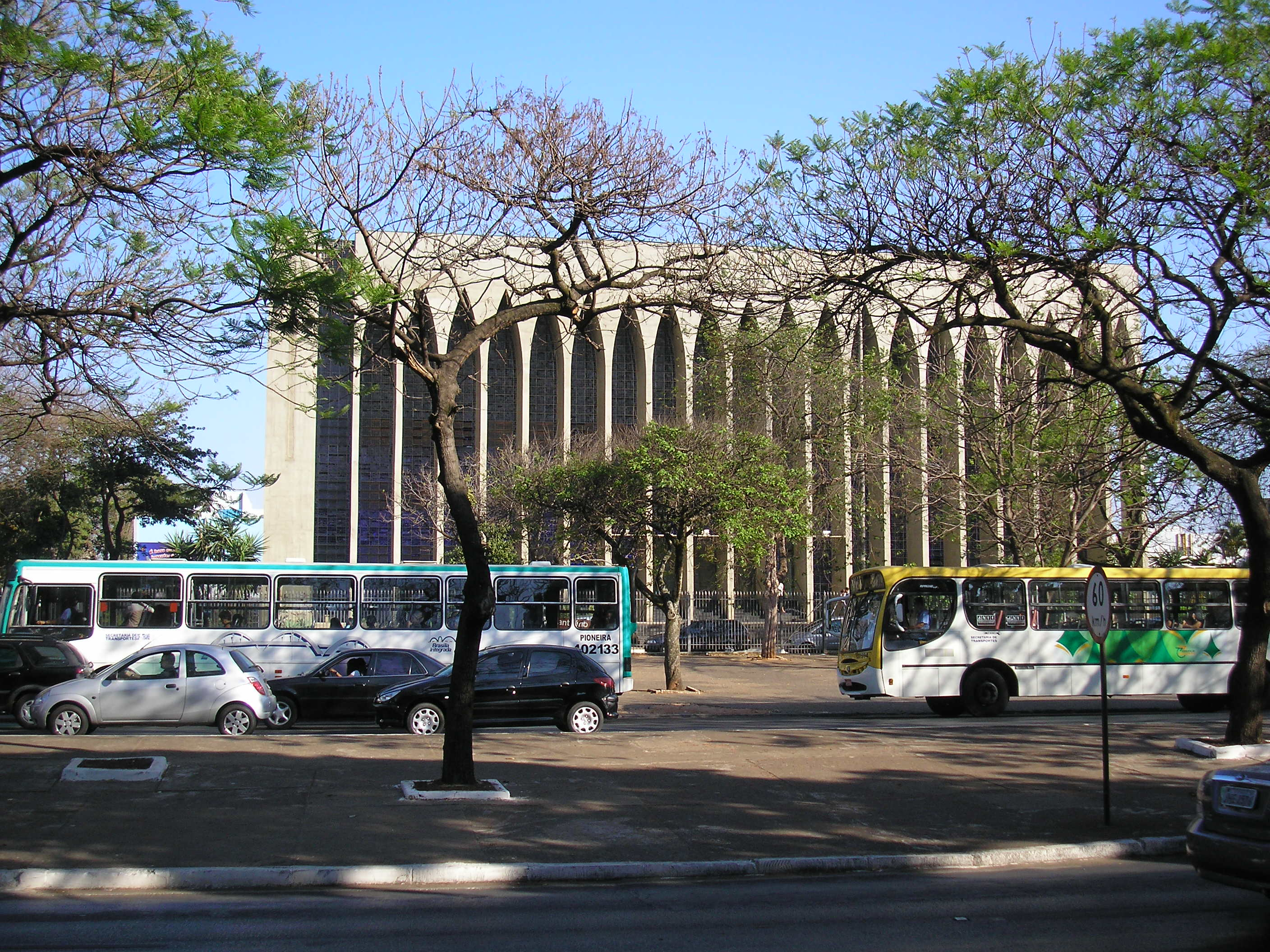
O Santuário Dom Bosco, um dos mais famosos templos de Brasília, fica na Asa Sul.

## Pontos de interesse
A Asa Sul fica no caminho para o Aeroporto Internacional de Brasília, o que leva o bairro a ser passagem para, por exemplo, chegada de campeões de eventos esportivos. A chegada da Seleção Brasileira de Futebol após a conquista do pentacampeonato na Copa do Mundo de 2002, por exemplo, atraiu 500 mil pessoas em toda a cidade, parte delas quando os campeões atravessaram a Asa Sul em caminhões dos Bombeiros. Em 2016, a passagem da Tocha Olímpica também passou pelo bairro.

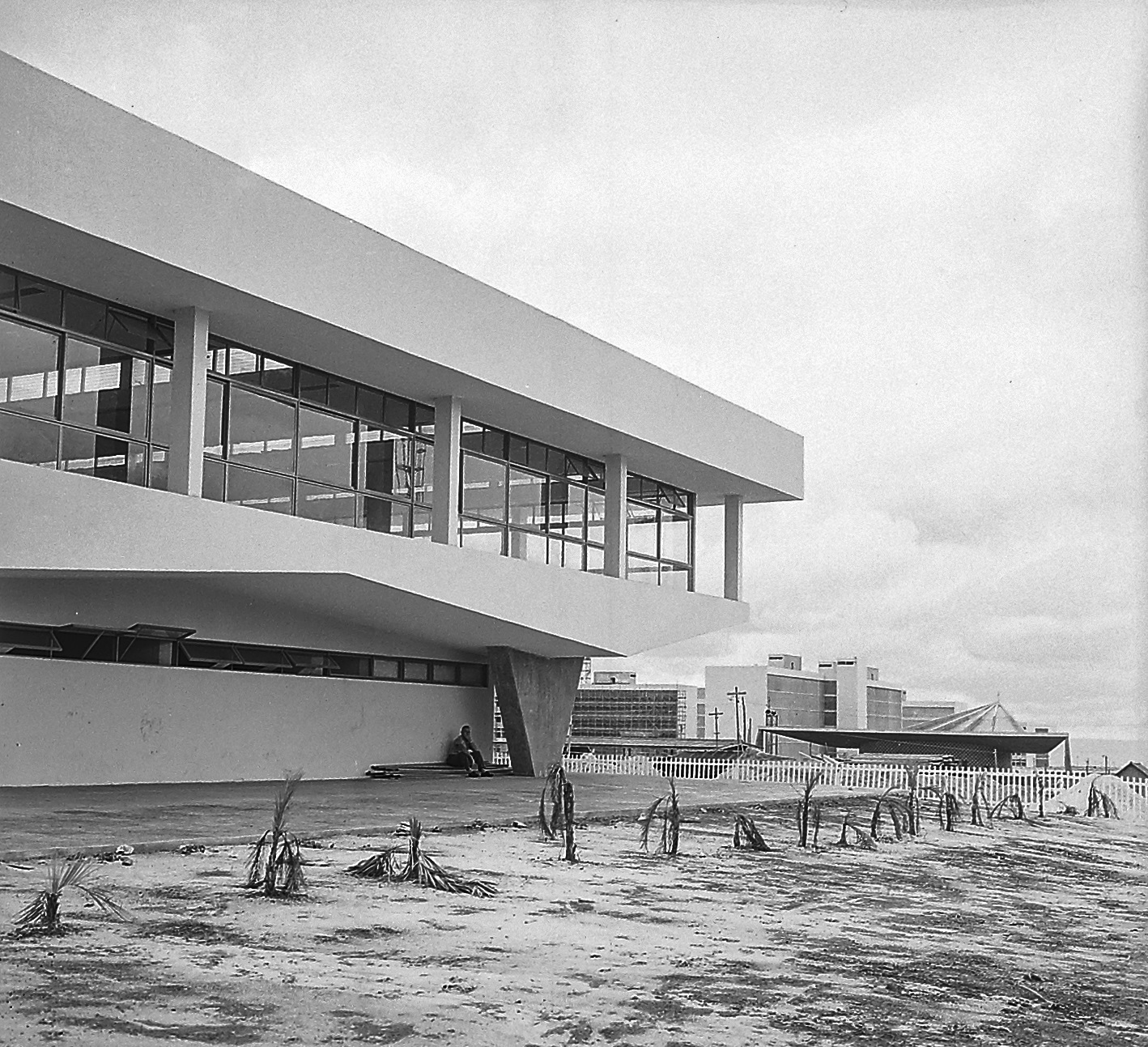
Escola Parque e Igreja Nossa Senhora de Fátima sendo construídos.

Pontos de comércio famosos, como a Rua dos Restaurantes, a Rua das Farmácias e a Rua das Luminárias, ficam na Asa Sul. Ficam também na Asa Sul o Setor Hoteleiro Sul, o Setor de Autarquias Sul, o Setor Hospitalar Sul, onde fica o Hospital de Base dos Distrito Federal e um Hospital Sarah. Poucas unidades educacionais importantes ficam na Asa Sul, mas algumas existem, como um campus do Centro Universitário Euroamericano, a Escola Parque e a Escola Salesiana. Também ficam na Asa Sul a Igreja Nossa Senhora de Fátima, o Santuário Dom Bosco e o Templo Shin Budista Terra Pura.
Um grande número de representações estrangeiras estão localizadas na Asa Sul, na região próximo a Avenida das Nações embora também sejam encontradas embaixadas na Asa Norte, no Lago Sul e no Lago Norte. A primeira a ganhar um terreno foi a dos Estados Unidos, e a primeira a se instalar em definitivo foi a da Tchecoslováquia - hoje, as embaixadas da Chéquia e da Eslováquia. Outros países sediados na Asa Sul são a Alemanha, a Rússia, a China, o Irã, o Iraque, a Espanha, a Suíça, o Japão, a Áustria, o Paraguai, o Peru, o Bolívia, a Suécia, a Polônia, a Noruega, a Bélgica, a Itália, a Dinamarca, o México, o Líbano, a Hungria, a Indonésia, de Portugal, a África do Sul, a Austrália, o Uruguai, o Canadá e Chile, entre vários outros.

## Números
É o bairro mais populoso do plano piloto com cerca de 120.000 habitantes. Diferente da Asa Norte, onde ficam as maiores universidades como a UnB, atraindo uma população mais jovem, a Asa Sul apresenta mais idosos - o maior número de maiores de oitenta anos do Distrito Federal - e também mais mulheres, que são 54% da população do bairro.
Segundo pesquisa da Revista Época, é o oitava bairro mais cobiçado do Brasil. É o bairro com a maior proporção de habitantes das classes A e B em sua população total do Brasil - cerca de 94%, quase a mesma porcentagem do vizinho Lago Sul.

No ano 2014, a taxa de IDH da Asa Sul passou a ser de 0,953 (um avanço frente a taxa de 0,943 em 2010). No entanto, o bairro da Asa Sul, região tradicional do DF, foi ultrapassado pelo IDH do bairro vizinho da Asa Norte (IDH-2014: 0,957) e por regiões com imóveis mais novos e mais modernos como o Sudoeste (IDH-2014: 0,957), Noroeste e a região administrativa de Águas Claras (IDH-2014: 0,956).